# BMX als Jocs Europeus de 2015
Les proves de BMX als Jocs Europeus de 2015 se celebraran del 26 al 28 de juny al BXM Velopark de Bakú.

## Classificació

### Masculí
En categoria masculina participaran en la competició els 19 millors països segons el rànquing de l'UCI. El país organitzador, al no participar cedeix la seva plaça al 20è classificat. El nombre de participants seguiran el barem de la taula següent:
| Motiu de classificació  | Ranquing per país | Atletes per CON | Classificat                                                                                       |
| ----------------------- | ----------------- | --------------- | ------------------------------------------------------------------------------------------------- |
| País organitzador       | N/D               | 1               | Azerbaidjan                                                                                       |
| Rànquing UCI de nacions | 1–5               | 3               | Regne Unit · Països Baixos · França · Letònia · Rússia                                            |
| Rànquing UCI de nacions | 6–10              | 2               | Suïssa · Itàlia · Alemanya · Dinamarca · Noruega                                                  |
| Rànquing UCI de nacions | 11–20             | 1               | Hongria · Espanya · Grècia · Portugal · Ucraïna · Suècia · Belarús · Lituània · Bèlgica · Txèquia |
| Total                   |                   | 35              |                                                                                                   |

### Femení
En categoria femenina participaran en la competició els 15 millors països segons el rànquing de l'UCI. El país organitzador, al no participar cedeix la seva plaça al 15è classificat. El nombre de participants seguiran el barem de la taula següent:
| Motiu de classificació  | Ranquing per país | Atletes per CON | Classificat                                                                                          |
| ----------------------- | ----------------- | --------------- | --- |
| País organitzador       | N/D               | 1               | Azerbaidjan                                                                                          |
| Rànquing UCI de nacions | 1–5               | 2               | Països Baixos · França · Dinamarca · Txèquia · Bèlgica ·                                             |
| Rànquing UCI de nacions | 6–14              | 1               | Rússia · Lituània · Regne Unit · Alemanya · Letònia · Belarús · Espanya · Noruega · Estònia · Grècia |
| Total                   |                   | 20              | |

## Medallistes
| Event   | Or                             | Plata                          | Bronze                    |
| Masculí | França · Joris Daudet          | Països Baixos · Twan van Gendt | Suïssa · David Graf       |
| Femení  | Dinamarca · Simone Christensen | França · Magalie Pottier       | Txèquia · Aneta Hladikova |